# Miles in the Sky
Miles in the Sky là album phòng thu của nhạc sĩ và nghệ sĩ kèn trumpet người Mỹ Miles Davis, được phát hành ngày 22 tháng 7 năm 1968. Được thu âm tại New York vỏn vẹn trong 4 ngày riêng biệt, album được sản xuất bởi Teo Macero và do Columbia Records phát hành và sản xuất. Mang đậm phong cách jazz-rock, album có sự tham gia của các nghệ sĩ Wayne Shorter, Herbie Hancock, Tony Williams và Ron Carter, cùng với sự xuất hiện của George Benson trong ca khúc "Paraphernalia". Tiêu đề album được lấy cảm hứng từ ca khúc "Lucy in the Sky with Diamonds" của ban nhạc The Beatles.

## Danh sách ca khúc
Columbia – CS 9628
| Mặt A | Mặt A           | Mặt A         | Mặt A      |
| STT   | Nhan đề         | Sáng tác      | Thời lượng |
| ----- | --------------- | ------------- | ---------- |
| 1.    | "Stuff"         | Miles Davis   | 17:00      |
| 2.    | "Paraphernalia" | Wayne Shorter | 12:38      |

| Mặt B            | Mặt B            | Mặt B            | Mặt B      |
| STT              | Nhan đề          | Sáng tác         | Thời lượng |
| ---------------- | ---------------- | ---------------- | ---------- |
| 1.               | "Black Comedy"   | Tony Williams    | 7:26       |
| 2.               | "Country Son"    | Miles Davis      | 13:52      |
| Tổng thời lượng: | Tổng thời lượng: | Tổng thời lượng: | 50:56      |

- Cả hai mặt A và B trong ấn bản gốc đĩa than được gộp vào mặt A trong ấn bản CD

| Tái bản CD (Columbia – CK 65684) | Tái bản CD (Columbia – CK 65684) | Tái bản CD (Columbia – CK 65684) | Tái bản CD (Columbia – CK 65684) |
| STT                              | Nhan đề                          | Sáng tác                         | Thời lượng                       |
| -------------------------------- | -------------------------------- | -------------------------------- | -------------------------------- |
| 5.                               | "Black Comedy" (Alternate Take)  | Tony Williams                    | 6:23                             |
| 6.                               | "Country Son" (Alternate Take)   | Miles Davis                      | 14:38                            |
| Tổng thời lượng:                 | Tổng thời lượng:                 | Tổng thời lượng:                 | 1:11:57                          |

## Thành phần tham gia sản xuất
- Miles Davis – trumpet, cornet (trong "Stuff" và "Country Son").
- Wayne Shorter – tenor saxophone.
- Herbie Hancock – piano, piano điện (trong "Stuff").
- Ron Carter – double bass, guitar bass (trong "Stuff").
- Tony Williams – trống.
- George Benson – guitar điện (trong "Paraphernalia").